# Les Insurgés (film, 1949)
Cet article concerne le film de John Huston. Pour le film de Edward Zwick, voir Les Insurgés.
Pour les articles homonymes, voir Les Insurgés.
Pour plus de détails, voir Fiche technique et Distribution.
Les Insurgés (We Were Strangers) est un film américain réalisé par John Huston, sorti en 1949.

## Synopsis
Le film se situe au moment de la chute du dictateur cubain Gerardo Machado y Morales en 1933. Comme l'indique le titre original, il s'agit d'un groupe de révolutionnaires qui à l'origine ne se connaissent pas. China Valdez (Jennifer Jones) est une employée de banque qui veut venger son frère, assassiné par les sbires du dictateur. Elle rencontre Tony Fenner (John Garfield), un Américain, qui lui propose de préparer un attentat dans un cimetière proche de sa maison.

## Fiche technique
- Titre : Les Insurgés
- Titre original : We Were Strangers
- Réalisation : John Huston
- Scénario : John Huston et Peter Viertel d'après le roman Rough Sketch de Robert Sylvester
- Production : Sam Spiegel et Jules Buck
- Société de production : Horizon Pictures et Columbia Pictures
- Photographie : Russell Metty
- Montage : Al Clark
- Musique : George Antheil
- Direction artistique : Cary Odell
- Décorateur de plateau : Louis Diage
- Costumes : Jean-Louis
- Pays d'origine :  États-Unis
- Format : Noir et blanc - Son : Mono (Western Electric Recording)
- Genre : Drame
- Durée : 106 minutes
- Dates de sortie :
  - États-Unis : 27 avril 1949
  - France : 4 novembre 1949

## Distribution
- Jennifer Jones : China Valdés
- John Garfield : Anthony L. 'Tony' Fenner
- Pedro Armendáriz : Armando Ariete
- Gilbert Roland : Guillermo Montilla
- Ramon Novarro : Chef
- Wally Cassell : Miguel
- David Bond : Ramón Sánchez
- José Pérez : Toto
- Morris Ankrum : M. Seymour

Acteurs non crédités
- Mimi Aguglia : Mama
- Lelia Goldoni : Consuelo Valdés
- Alex Montoya : Chauffeur
- Leonard Strong : Fabricant de bombes